# Darius (musicien)
Terence Nguyen (né le 10 octobre 1989), dit Darius, est un auteur-compositeur, producteur, DJ, directeur artistique, photographe et designer français. Il est reconnu pour sa musique électronique onirique qui mélange des éléments de Soul, R&B, Funk et Disco.
Darius commence sa carrière musicale en 2012 avec son premier EP auto-produit, « Velour », qui attire l'attention par des tonalités chaleureuses, et ses synthétiseurs filtrées, inspirés de la scène house française de l’époque.
En 2014, il sort son deuxième EP, « Romance » poussé par le succès « Hot Hands » en collaboration avec la chanteuse canadienne Darianna Everett.
En 2017, il dévoile son premier album, « Utopia », qui mêle des éléments introspectifs et cosmiques avec une touche groovy.
Quelques années plus tard, il sort « EQUILIBRIUM », premier single de son second album « OASIS », qui se déploiera sous forme de trilogie « OASIS (Prelude) » en 2021, « OASIS » en 2022 et « OASIS (Epilogue) » en 2023.
Après des études en design graphique, il a maintenu une passion égale pour la production musicale et les arts visuels. Il contribue activement à la conception de ses clips vidéos, de ses pochettes d'album, de la scénographie de ses spectacles, et de son merchandising.
Il souhaite que son public trouve sa musique riche et intemporelle : « J'aimerais que les gens puissent s'évader pendant quelques minutes en l'écoutant ».

## Jeunesse
Terence Nguyen est né le 10 octobre 1989 à Paris, France. Il est plongé dans la musique dès son plus jeune âge par ses parents. Bien que sa musique soit fortement influencée par les disques New Wave, funk et soul que sa mère écoutait, Terence décrit les visites chez son père, dont la maison comprenait une pièce remplie d'instruments de musique, comme aller dans un terrain de jeux. Son père lui a également fait découvrir son premier logiciel de composition avant qu'il n'adopte FL Studio.
À 18 ans, Nguyen poursuit ses études de graphisme à Lyon, cultivant une passion qui alimentera son engagement dans la création d'éléments visuels indissociables de son projet artistique. C'est durant cette période qu'il commence à se lier avec d'autres producteurs et musiciens de la scène, partageant ses premières démos avec eux pour obtenir leurs avis. Encouragé par leurs retours positifs, Darius se met à publier ses démos sur Myspace. Par la suite, il décide de prendre une année sabbatique pour se consacrer pleinement à sa musique.
Darius continue de collaborer avec plusieurs artistes qu'il a rencontrés sur des plateformes comme Myspace et SoundCloud. Faisant tous partie du mouvement disco-house/disco-funk émergeant à l'époque, ils se produisaient ensemble à leurs premières soirées.

## Carrière

### 2010: Débuts
Le 12 septembre 2010, Darius sort ses deux premières chansons, « Constance » et « Road Trip ». Au cours de l'année et demie suivante, Terence dévoile cinq autres titres, constituant son premier EP « Velour », imprégné de tonalités chaleureuses, de samples funk et de synthétiseurs filtrées. Certains morceaux trouvent leur public lorsque des créateurs YouTube commencent à les intégrer dans des vidéos de skate et de voyage.

### 2011-2013: Cherokee
En 2011, il commence à collaborer avec le producteur français Dorian Miche pour former le projet artistique connu sous le nom de Cherokee. Parallèlement à son travail en tant que Darius, il consacre un temps considérable à ce projet, puisant une inspiration chez Daft Punk, notamment avec leur remix de « Something About Us », et en utilisant des samples d’artistes tels que George Benson, 9th Creation, Denise LaSalle, et The Real Thing.
Alors que Cherokee commence à attirer l'attention, il entreprend ses premières tournées internationales. Au cours de ce projet, il affine son style musical, et collabore avec des artistes tels que Kartell sur « Atwater », sorti le 8 septembre 2012, et avec Crayon sur « Alicia », publié le 9 avril 2013 qui sample la voix d'Alicia Keys.

### 2014: Identité artistique de Darius et «Romance»
Le 24 février 2014, Darius dévoile son deuxième EP, « Romance », signé sur le label français Roche Musique. Cette sortie met en avant des paysages sonores éthérés et oniriques qui deviendront sa marque de fabrique. Parmi les titres de « Romance » figure l'un de ses plus grands succès à ce jour, « Hot Hands », en featuring avec la chanteuse canadienne Darianna Everett, avec qui Terence avait déjà collaboré sur le single « Don't Matter » en 2013 au sein du duo Cherokee. « Hot Hands » obtient une certification disque d'or en 2020, et disque de diamant en 2022.
Le succès de l'EP propulse Darius à se produire pour la première fois dans des festivals réputés tels que Eurockéennes, Dour et Peacock Society. Il entame alors les tournées internationales avec son projet solo.

### 2015: EP «Helios» et The Nightbirds
Le 30 mars 2015, Darius dévoile l'EP « Helios ». La genèse de ce projet émerge durant une période où Terence se concentre particulièrement sur le sound design. « Helios » introduit un son plus lent et cosmique qui deviendra la pierre angulaire de son premier album « Utopia ». Cet EP comprend des remixes de Bondax, Pomo et Myd.
Cet EP marque également la première collaboration de Darius avec le chanteur/compositeur berlinois Wayne Snow. Darius révèle son coup de cœur pour les vocaux de Wayne Snow après avoir visionné le clip vidéo de son titre « Running ». Darius contactera Wayne Snow sur Soundcloud, partageant finalement plusieurs démos, dont « Helios ». Un mois plus tard, ils se retrouvent en studio à Paris pour finaliser le morceau.
Cette collaboration pose les fondements du groupe The Nightbirds, composé de Darius, Wayne Snow, Crayon et FKJ.

### 2017: «Utopia»
Le 24 novembre 2017, Darius dévoile son premier album « Utopia », composé de 14 titres ésotériques et atmosphériques. Dans une vidéo teaser pour l'album, Terence révèle son approche immersive pour chaque morceau, invitant les auditeurs dans l'univers qu'il a minutieusement façonné. Conçu comme un voyage initiatique, l'album débute avec l'intro « Aube » et se conclut par l'outro « Bright Side ».
Pour ce disque, Darius concrétise sa vision artistique pour la première fois, produisant des vidéos, du merchandising et l'artwork. « Utopia » puise abondamment dans l'esthétique de la science-fiction rétro, et notamment dans le film « Rencontres du Troisième Type » de Spielberg. Les palettes de couleurs vintages et les vastes étendues cosmiques dépeintes dans ces films résonnent au cœur de la vision artistique de Darius.
Dans une interview avec Stereofox, Terence s'épanche sur sa fascination pour le cosmos qui l'accompagne depuis son jeune âge. Parallèlement à la sortie de l'album, Darius dévoile deux vidéoclips. Le premier, pour « Bright Side », le voit collaborer avec le réalisateur Thomas Vanz pour capturer l'imagerie cosmique évoquée. Cette vidéo explore le concept de la naissance de la lumière et du triomphe de la clarté sur l'obscurité dans le cosmos.
Le second clip pour « Lost In The Moment » feat. Wayne Snow est réalisé par l'agence créative Frenzy Paris, et la réalisatrice Lisa Paclet (connue pour ses projets avec Solann, Thomas Roussel et Boston Bun). Frenzy Paris explique : « Dans un futur pas si lointain, sur une planète presque familière, trois adolescents se lancent dans une aventure qui va devenir une expérience unique. »
À la suite de la sortie d« Utopia », Darius entame une tournée avec l’artiste norvégien Cashmere Cat et l'artiste danoise MØ pour le MEØW Tour à travers l'Amérique du Nord.

### 2020-2023: Trilogie «OASIS»

#### 2020-2021: EP «OASIS (Prelude)»
En 2020, Darius explore de nouveaux horizons musicaux, inspiré par les sons qui l'ont toujours captivé dans le but de retrouver autant que possible l'esprit de son enfance. Pour la création de ce projet, il s'isole autour de Paris afin d'éviter toute distraction extérieure : « Je cherchais à m'affirmer musicalement sans que personne n'interfère dans mes choix et ma direction artistique. ». 
Le 16 juillet 2020, Darius dévoile « EQUILIBRIUM » en featuring avec Wayne Snow, un titre enraciné dans les influences funk et disco de ses débuts, explorant la quête d'équilibre entre chaos et sérénité.
La semaine suivante, Darius présente le clip d’ « EQUILIBRIUM » réalisé par Alice Kong, connue pour son travail avec Vendredi Sur Mer, Bon Entendeur et Ichon. La réalisatrice explique : « Pour la vidéo, j’ai voulu illustrer avec absurdité et extravagance la définition de l’équilibre, un état dans lequel les forces opposées sont parfaitement équilibrées. ». Ainsi, la réalisatrice illustre les paroles du clip : « Be there with me / I’ll do anything » soit, en français « sois avec moi, je ferai n’importe quoi ».
Le 1er octobre, Darius dévoile « APOLOGY », la face B du single, qui compte également sur la participation de Snow. Le titre véhicule un message de pardon et d'espoir. Les artistes expriment :« Notre titre APOLOGY est un appel au changement tout en restant fidèle à soi-même et aux autres ». L'EP sort simultanément en vinyle, comprenant un titre exclusif intitulé « Sonar », et une version étendue d' « EQUILIBRIUM ».
Un an plus tard, Darius revient avec « FEELS RIGHT » en featuring avec le compositeur et chanteur français Duñe, ainsi que « RISE » avec Benny Sings, tous deux sortis le 5 octobre. Darius, à propos du morceau : « Pour trouver cette patine et ce groove retro que l'on peut  trouver dans "Rise" il m'était important que tous les instruments soient joués en live : Basse, Guitares, Rhodes, Piano, Batterie »,. Ces sorties marquent la continuité d'un son rétro et dansant initié avec « EQUILIBRIUM », sublimé par l'esthétique vintage des clips réalisés par Jason Yan Francis, Manu Fauque & Derek J MacDonald.
Darius fini par dévoiler « OASIS (Prelude) » le 19 novembre 2021, annonçant que ce premier volet de 6 titres avec Amaria, Flwr Chyld n'est que le début d'un nouveau projet.

#### 2022: Album «OASIS»
Le 22 avril 2022, Darius sort l'album « OASIS » ainsi nommé « pour symboliser son rapport à la création musicale, dont il ne peut plus se passer. » S'inspirant de la chaleur de « Velour », des rythmes dynamiques de « Romance » et des tonalités atmosphériques d' « Utopia », Darius fusionne plusieurs éléments de ses précédentes réalisations, tout en laissant une large place à l'expression vocale.
Sur ce disque, Darius retrouve deux collaborateurs - Wayne Snow et Darianna Everett, qui n'avait rien sorti depuis « Hot Hands ». En référence à cette seconde collaboration avec la chanteuse canadienne, Darius partage : « Ce morceau est profondément chargé en émotions. Darianna a récemment traversé la perte de ses parents, et pour moi, c'était également une manière de leur rendre hommage. »
« OASIS » compte trois nouvelles collaborations : le trio du Maryland Lo Village, la chanteuse Kadhja Bonet, collaboratrice longtemps désirée de Darius, et Devin Tracy sur « EASE YOUR MIND ». Initialement conçu comme une suite instrumentale à « EQUILIBRIUM », Darius décrit « EASE YOUR MIND » comme une heureuse coïncidence : « Cela a été un hasard total, mais Devin est arrivé pile à temps. Surtout que le titre Ease Your Mind, « apaise ton esprit », a un aspect très symbolique. Ça fait vraiment du bien d’être enfin apaisé après avoir trouvé la bonne personne. »
Darius développe lui-même la vision artistique de cette trilogie, s'appuyant sur sa passion pour le design graphique. Le cercle chromatique « OASIS », représente la synthèse de sons et de genres divers de l'album. Il réalise lui-même les patchworks des couvertures de « NOTHING TO ME », et de la trilogie « OASIS », ainsi que la conception du merchandising accompagnant ces sorties.

#### 2023: EP «OASIS (Epilogue)»
Porté par la dynamique de son album, Darius lance la tournée « OASIS » en 2022, traversant l'Europe, le Canada, les États-Unis, le Mexique et l’Asie. Pour cette tournée, il prépare des versions live et des remixes de l'album « OASIS ». Deux de ces remixes, « RISE – Darius Remix » et « FADED – Darius Remix », posent la première pierre du projet « OASIS (Épilogue) », qui sort le 30 juin 2023. L'EP est ainsi nommé pour célébrer la fin du dernier chapitre de la trilogie « OASIS » en y ajoutant des bonus ‘Behind the Scenes’.

### The NightBirds
The Nightbirds est un groupe composé de FKJ, Crayon, Darius et Wayne Snow, établi en 2017. Ce qui a commencé comme une session de jam entre amis, et artistes du label musical français Roche Musique, a abouti à la création de trois morceaux initialement sortis le 21 juillet 2017.
La sortie, surnommée « 1st Session » et accompagnée d'une vidéo de 12 minutes dirigée par Kevin Froly. Cependant, la sortie a rencontré des problèmes de droits d'auteur liés au nom du groupe, entraînant la suppression des morceaux des plateformes de streaming.
Le single « U & I » se voit réédité sur la compilation « House of Groove » à l'occasion du 10e anniversaire de Roche Musique en 2023. Le projet complet est désormais prévu pour être ré-uploadé en 2024.

### Tournées
Darius commence à tourner à l'international en tant que membre du duo Cherokee, puis entame ses premiers concerts en tant que tête d'affiche en Asie et en Amérique du Nord en 2014, à la suite de la sortie de son EP « Romance ».
En 2018, après la sortie de son album « Utopia », Darius se lance dans une tournée aux côtés du DJ norvégien Cashmere Cat, et de la chanteuse danoise MØ lors de la tournée MEØW. Au cours de l'année, Darius se produit dans des lieux emblématiques tels que Phonox (Londres, Royaume-Uni), Razzmatazz (Barcelone, Espagne), la Société des arts technologiques (Montréal, Canada), 1015 (San Francisco, États-Unis), Soap (Séoul, Corée du Sud), Sound Museum Vision (Tokyo, Japon), et le festival CRSSD (San Diego, États-Unis).
En 2019, Darius continue de tourner à l'international avec des dates en Europe, au Canada, aux États-Unis, en Indonésie, à Singapour, en Corée du Sud et en Chine.
Après la Covid-19, Darius lance la tournée OASIS en 2022, avec des dates au Echoes Festival (Guadalajara, Mexique), et à Piknic Électronik (Montréal, Canada).
En 2023, Darius introduit un Live Show visuel comprenant un écran LED rond, clin d'œil au motif de la trilogie OASIS. Il se produit notamment à Village Underground (Londres, U.K.), au 1720 (Los Angeles, U.S.), au Blackberry Auditorium (Mexico City, MX) au C3 Stage (Guadalajara, MX).

## Discographie

### Clips
- Darius feat. Wayne Snow – Lost In The Moment (2017)
- Darius – Bright Side (2017)
- Darius & Wayne Snow – EQUILIBRIUM (2020)
- Darius feat. Duñe – FEELS RIGHT (2021)
- Darius feat. Benny Sings – RISE (2021)

### Compilations
- Ô - FKJ, Darius in Wave 1 (2015)
- Ouh - Darius .Wave, Vol. 2 (2018)
- U & I - FKJ, Darius, WAYNE SNOW, Crayon, The Nightbirds in House of Groove (2023)

### Remix
- Bondax - All I See (2014)
- Crayon feat. KLP - Give You Up (2013)
- Daft Punk - Something About Us (2011)
- Dua Lipa – IDGAF (2018)
- Flight Facilities feat. Emma Louise - Two Bodies (2015)
- Jessie Ware - Champagne Kisses (2015)
- Jungle – Time (2015)
- Lianne La Havas - Green & Gold (2015)
- MØ - Don’t Wanna Dance (2014)
- Ohyeah - Saint Tropez (2013)
- Sebastien Tellier - Comment Revoir Oursinet ? (2015)
- The Magician – Sunlight (2014)